# Carl Herrmann-Debroux
Pour les articles homonymes, voir Herrmann-Debroux.
 (mars 2011).
Si vous disposez d'ouvrages ou d'articles de référence ou si vous connaissez des sites web de qualité traitant du thème abordé ici, merci de compléter l'article en donnant les références utiles à sa vérifiabilité et en les liant à la section « Notes et références ».
Carl Henry Herrmann (Saint-Josse-ten-Noode, le 5 décembre 1877 - Woluwe-Saint-Lambert, le 27 février 1965) est un homme politique belge.

## Biographie
Carl Herrmann est le fils de Frédéric Herrmann, un importateur d'origine allemande, et de Louise Michaux, dont le père était un agent de change d'envergure de la place de Bruxelles. 
Émile Michaux — grand-père maternel de Carl — avait une résidence à Auderghem. Il y possédait quelques bâtiments ayant encore appartenu au prieuré de Val Duchesse, dont le noviciat (datant de 1747) et quelques annexes telles que la ferme et les ateliers qui s'élevaient le long du mur d'enceinte. Carl y passa les plus belles années de sa jeunesse. Il y séjourna également lorsque ses parents eurent hérité de la propriété. À la mort du père de Carl, les biens furent vendus à Charles Dietrich, en 1913. Le ménage Herrmann-Debroux s'installa alors à la villa Schoutenhof, drève du Prieuré. 
En 1902, il épousa Jeanne Debroux, devint un brillant avocat et se présenta une première fois en qualité de candidat libéral aux élections communales de 1907. Il fut élu et devint même échevin en 1912. 
La mort de Félix Govaert, bourgmestre en place, lui permit de revêtir lui-même l'écharpe maïorale comme neuvième bourgmestre d'Auderghem, le 18 mai 1912.
Animateur de l'aide aux personnes en détresse et du réapprovisionnement de la population pendant la Première Guerre mondiale, il consacra toute son énergie à défendre de façon exemplaire les intérêts de ses concitoyens. Cependant, il dut bien se rendre à l'évidence : à lui seul, il ne pouvait résoudre les grands problèmes auxquels la commune était confrontée.
Il fit donc appel à son ami Adolphe Max, bourgmestre de Bruxelles, afin d'inclure Auderghem dans l'agglomération bruxelloise, tout comme l'était déjà Watermael-Boitsfort. 
Ainsi fut rendu plus aisé l'acheminement des secours indispensables. Depuis lors, Auderghem fait partie de ce que l'on nommait alors le Grand Bruxelles, qui deviendra plus tard la Région de Bruxelles-Capitale.
Son changement de nom est né durant ces années de guerre. Pour donner une touche patriotique à son patronyme, Carl Herrmann décida de lui adjoindre celui de son épouse. En 1915, sur les rapports du collège échevinal, sa signature changea subitement en Herrmann-Debroux. 
Son parti allait perdre la majorité après la guerre, en 1921. Catholiques et libéraux se retrouvèrent à égalité avec 5 sièges chacun mais le Parti des anciens combattants en avait remporté un et s'allia aux catholiques. C'est ainsi que Carl Herrmann perdit son écharpe maïorale. 
Il quitta définitivement la commune en 1936 pour s'installer à Woluwe-Saint-Lambert où il décéda.

## Postérité
Le 20 juin 1925 (de son vivant donc), la commune d'Auderghem nomma une voie en son honneur. Celle-ci donna ensuite son nom au viaduc autoroutier qui y fut construit vers 1970, puis à la station de métro en 1985.

## Fonctions politiques
- 1907-1912 : Conseiller communal à Auderghem
- 1912-1921 : Bourgmestre d'Auderghem